# Hostage (película de 2005)
Hostage, Bajo Amenaza (para Hispanoamérica) o Secuestro (en España), es una película de suspenso del año 2005, protagonizada por Bruce Willis y dirigida por Florent Emilio Siri. Está basada en la novela de Robert Crais, y fue adaptada al cine por Doug Richardson.
La trama de la película es más o menos la misma que la de la novela; la principal diferencia es que una subtrama complicada que incluía a la mafia fue retirada y la edad del primer grupo de los secuestradores se redujo ligeramente. En la novela, el empleado de Smith es Sonny Benza, un señor del crimen, cuya influencia alcanza a lo largo West Coast.

## Argumento
El exoficial de SWAT Jeff Talley es un negociador de rehenes en Los Ángeles. Talley negocia con un hombre quien ha tomado como rehenes a su esposa y su hijo después de enterarse de que su esposa lo engañaba. Talley le niega la solicitud al comandante del SWAT para dar luz verde a los francotiradores para sacar al sospechoso. Se escuchan tres disparos en la casa. Talley corre a la puerta y encuentra al hombre y su esposa muertos. En la habitación del niño encuentra al hijo, quién fallece en brazos de Talley. Esto deja marcardo emocionalmente a Talley. Se muda con su familia para convertirse en jefe de policía en Bristo Camino, un (ficticio) lugar suburbano en el condado de Ventura, California.
Un año después del incidente, Talley se encuentra en otra situación de rehenes. Dos adolescentes, Dennis y su hermano Kevin, y su misterioso cómplice Marshall "Mars" Krupcheck toman de rehenes a Walter Smith y sus dos hijos, una adolescente y un niño pequeño, en la casa de Smith después de un intento de robo fallido. La primera agente en responder, Carol Flores, es brutalmente baleada dos veces por Mars justo antes de que Talley y un amigo policía llegaran. Talley intenta rescatar a la oficial seriamente herida, pero ella muere enfrente de él. Traumatizado y tratando de no ponerse en otra situación de vida o muerte, Talley le da la autoridad al Departamento del Sheriff del condado de Ventura y se retira. En eso llegan los US Marshals, debido a que Mars es un fuguitivo federal .
Smith ha estado lavando dinero para un misterioso sindicato criminal a través de empresas ficticias en altamar y se estaba preparando para entregar un lote de importantes archivos cifrados (grabados en un DVD) cuando fue tomado cómo rehén. Para proteger esas pruebas incriminatorias y que no sean descubiertas, el sindicato ordena a alguien conocido como 'Watchman' secuestrar a la esposa de Talley y a su hija. Talley regresa a la escena de rehenes para ganar tiempo hasta que la organización pueda lanzar su propio ataque contra la casa de Smith.
Dennis hace que sus compañeros Mars y Kevin aten a los chicos. Dennis golpea a Walter con su pistola, dejándolo inconsciente, y luego encuentra una gran cantidad de dinero. Él le ofrece la mitad a Talley para ayudar a Dennis y Kevin (pero no a Mars) a escapar. La policía trae un helicóptero. Dennis y Kevin están listos para irse, pero el helicóptero es para tres personas y Mars no se irá sin Jennifer.
Kevin arroja el dinero en la chimenea y es golpeado por Dennis. Thomas escapa, toma la pistola de su padre y habla con Talley en el celular de Jennifer.
Talley se entera de que Mars es un asesino en serie, quien podría poner en peligro a los rehenes y a sus propios cómplices en cualquier momento. Mars, de hecho, asesina a Kevin, justo cuando Kevin está a punto de liberar a los chicos a la policía. Dennis se dirige hacia el lado de Kevin y asume que los policías lo mataron. Mars luego dispara a Dennis. Los hermanos mueren en los brazos del otro.
El sindicato envía falsos agentes de FBI para recuperar el DVD e invaden la casa. Mars es apuñalado en la mejilla por Jennifer. Ella y su hermano huyen y se encierran en una habitación de pánico. Talley escucha a los niños gritar mientras huyen.
Mars tira un molotov hacia Talley, destruyendo su coche patrulla. Mars comienza a matar a la mayoría de los falsos agente del FBI usando su pistola y múltiples cócteles molotov, pero es disparado por el único agente sobreviviente. El agente sigue la pista de Talley y los niños, exigiendo que le den el DVD cifrado. Talley le da el DVD. Mars reaparece, distrayendo al agente lo suficiente como para ser asesinado por Talley.
Mars se prepara para arrojar la última bomba y matar a todos en la habitación. Él cae de rodillas, debilitado por las heridas en su torso y la pérdida de sangre. Hace contacto visual con Jennifer y luego tira la bomba molotov. Mars muere, prendiéndose fuego y desvaneciéndose en una columna de llamas.
Talley evacúa a los rehenes. Él y Walter Smith se dirigen a la posada dónde la esposa y la hija de Talley están siendo tomadas de rehén por Watchman y otros hombres enmascarados. Smith, siendo liberado por Talley y agradecido por haber salvado a su familia, le dispara a Watchman en la cabeza. Esto permite a Talley a matar a los otros hombres enmascarados. La familia de Talley es salvada.

## Reparto
- Bruce Willis como el Jefe de Policía Jeff Talley.
- Kevin Pollak como Walter Smith.
- Jimmy Bennett como Tommy Smith.
- Michelle Horn como Jennifer Smith.
- Ben Foster como Marshall "Mars" Krupcheck.
- Jonathan Tucker como Dennis Kelly.
- Marshall Allman como Kevin Kelly.
- Serena Scott Thomas como Jane Talley.
- Rumer Willis como Amanda Talley.
- Kim Coates como Watchman.
- Robert Knepper como Wil Bechler.
- Tina Lifford como Sherrif Laura Shoemaker.
- Ransford Doherty como Oficial Mike Anders.
- Marjean Holden como Oficial Carol Flores.
- Michael D. Roberts como Bob Ridley.
- Art LaFleur como Bill Jorgenson.
- Randy McPherson como Kovak.
- Hector Luis Bustamante como Oficial Ruiz.
- Kathryn Joosten como Louise.
- Johnny Messner como Mr Jones.

## Producción
El rodaje tuvo lugar en el área de Malibú (en el oeste del Condado de Los Ángeles). Las vistas al exterior de la casa lujosa de Smith fueron filmadas en una casa real en el área de Topanga Canyon, entre Malibú y Los Ángeles; las escenas internas fueron hechas en estudios de sonido en Hollywood.
Las escenas de apertura en la película fueron filmadas en el barrio Boyle Heights de Los Ángeles, justo al este de la ciudad.
Bristo Camino, el escenario principal de la película, es una ciudad ficticia en Ventura, California, dónde Willis es el jefe de policía. Mientras el drama de la película se desarrolla, es revelado que Bristo Camino tiene un departamento muy pequeño de policía así Willis solicita la asistencia del Departamento del Sheriff del Condado de Ventura, con el fin de manejar la situación. Los vehículos de Bristo Camino y los bomberos y paramédicos y los servicios de rescate se presentan en gran medida en la película. El eslogan para el departamento de policía de Bristo Camino es un oso negro en una montaña, y ha sido usado en prendas de vestir y objetos de interés. Bristo Camino también aparece influenciado en una banda indie en Leeds, Inglaterra. Aunque es ficcional, Bristo Camino estaba destinado a ser posiblemente una representación de Ojai o Moorpark. Bristo Bay es el nombre de Bristo Camino en la novela de 2001 de Robert Crais.

## Comentario
Para el primer largometraje en inglés de Florent Siri (Nido de avispas), ha contado con Bruce Willis (Sin city, El sexto sentido) para el papel del policía venido a menos, Jeff Talley. El director francés, experto en thriller psicológicos, estudió en la Sorbona donde comenzó su aventura como director rodando vídeos musicales para importantes grupos franceses. En 1998 debutó en la gran pantalla con "Un minuto de silencio" y en el año 2000 hizo lo propio con el éxito de público y crítica "Nido de avispas", película que convenció a Bruce Willis para trabajar con el que ha sido su director.
Rotten Tomatoes le dio a la película una puntuación de 36% basado en 152 críticas. Rotten Tomatoes seleccionó a unos críticos dándole a la película un puntaje de 17% basado el 36 críticas. Roger Ebert le dio a la película 3 de 4 estrellas.
Ty Burr de Boston Globe le dio a la película dos estrellas de cuatro.

### Taquilla
La película recaudó 34 639 939 dólares en las taquillas de Estados Unidos, y un total de 77 944 725 dólares en todo el mundo.

### DVD
Hostage se editó en DVD el 21 de junio de 2005..